# King George V (DLR)
Pour les articles homonymes, voir George V.
King George V (en anglais : King George V DLR Station), est une station de la ligne de métro léger automatique Docklands Light Railway (DLR), en zone 3 Travelcard. Elle  est située sur la Pier Road, à North Woolwich dans le borough londonien de Newham sur le territoire du Grand Londres.

## Situation sur le réseau

Plan de la ligne du métro léger DLR.

Située en surface, la station King George V dispose d'une plateforme de passage, de la branche est (Canning Town - Woolwich Arsenal) de la ligne de métro léger Docklands Light Railway, elle est établie entre la station London City Airport (DLR), en direction de la station terminus Stratford International (DLR), et la station  terminus Woolwich Arsenal (DLR),. Elle est en zone 3 Travelcard.
La plateforme dispose d'un quai central encadré par les deux voies, numérotées 1 et 2, de la ligne.

## Histoire
La station King George V, est officiellement mise en service le 6 décembre 2005 lors de l'ouverture de la prolongation depuis Canning Town en passant par trois autres nouvelles stations : West Silvertown, Pontoon Dock et London City Airport.
De station terminus provisoire, elle devient une station de passage le 12 janvier 2009, lors de l'ouverture officielle de la prolongation suivante jusqu'à Woolwich Arsenal (DLR),. 
En 2016, la fréquentation de la station est de 1,645 millions d'utilisateurs.

## Services aux voyageurs

### Accès et accueil
L'entrée de la station est située sur la Pier Road. Elle est accessible aux personnes à la mobilité réduite.

### Desserte
La station King George V est desservie par les rames des relations : Stratford International - Woolwich Arsenal et Bank - Woolwich Arsenal,.

Installations et desserte
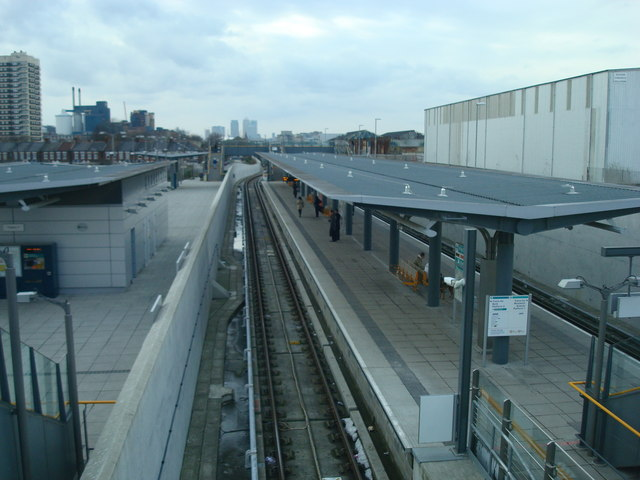
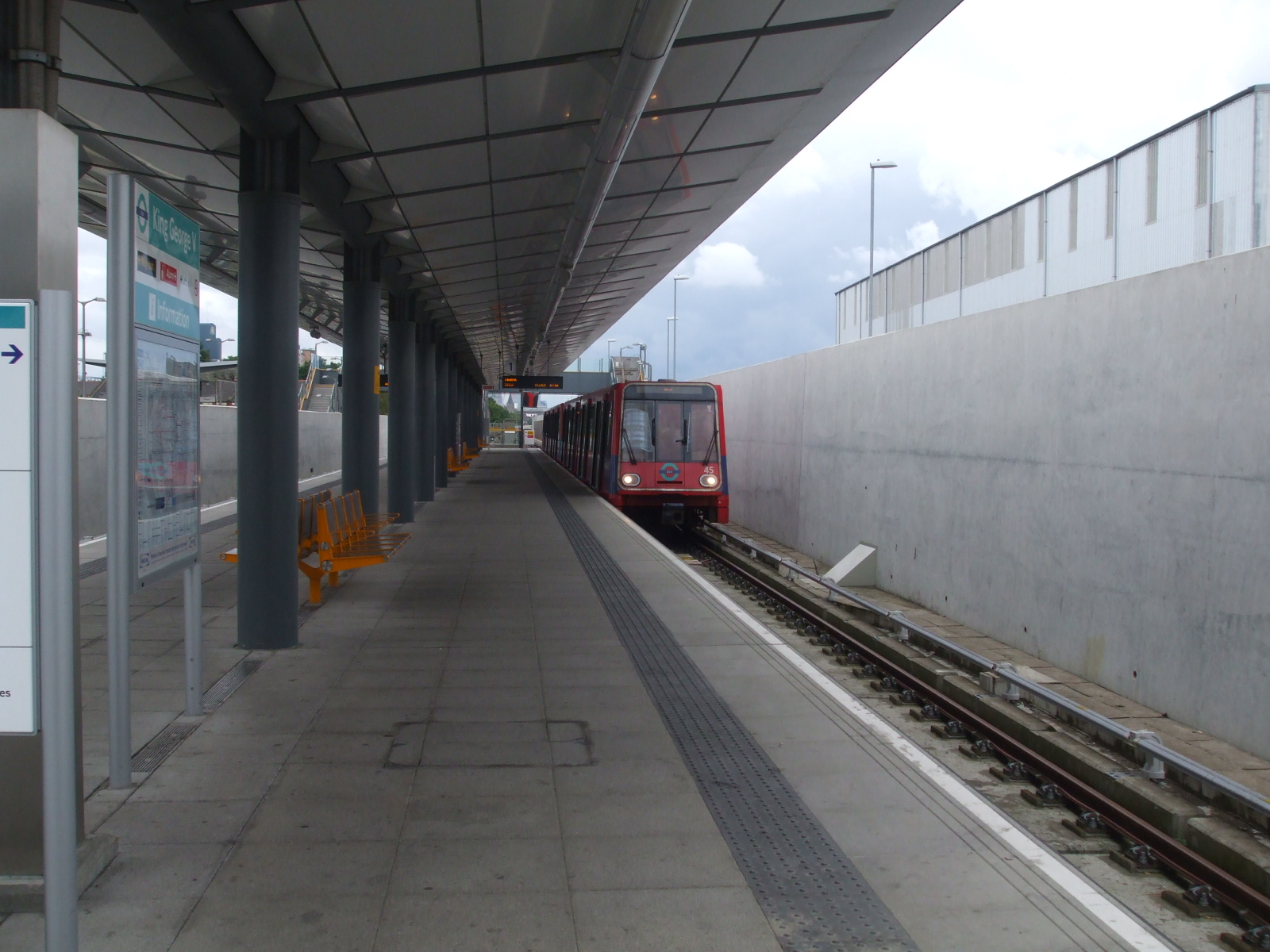
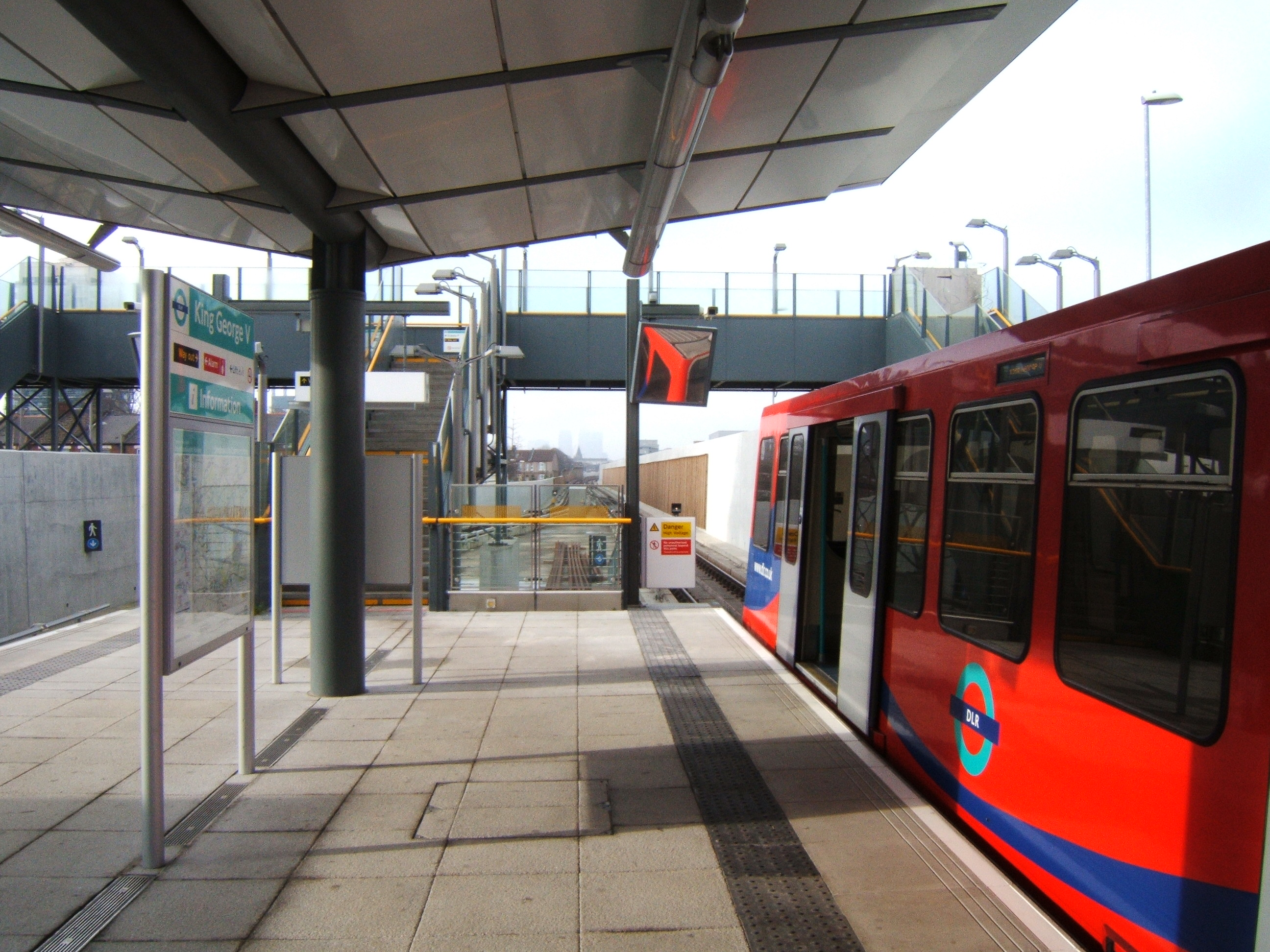

### Intermodalité
À proximité, environ 200 mètres sur la Pier Road, une station de bus est desservie par les lignes 473 et 474.

## À proximité
- North Woolwich
- Royal Docks (en)